# Контрейлер

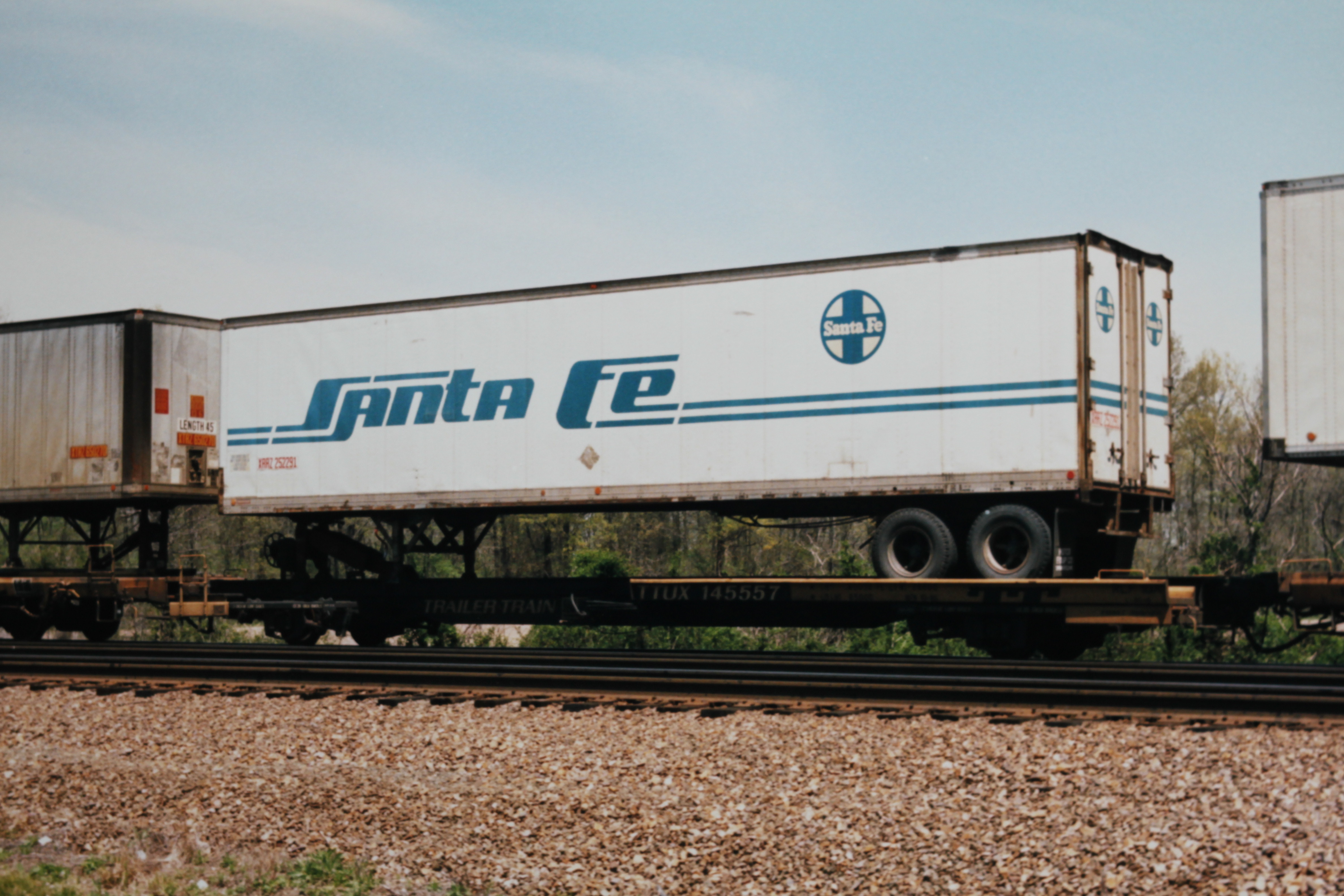
Контрейлер дороги Santa Fe

Контрейлер (от лат. con (cum) — «заодно», «вместе» и англ. trailer — «волочащий», «тащущий») — 2-х или 3-хосный грузовой полуприцеп с открытым или закрытым кузовом, приспособленный для перевозки контейнеров седельными тягачами (в составе автопоезда) по автомобильным дорогам и для безопасной перевозки по железным дорогам на специализированных платформах.
Основное преимущество контрейлерных перевозок перед стандартными автопоездами — поезд может доставить на большое расстояние сразу несколько десятков полуприцепов, что позволяет снизить стоимость перевозок.

## Описание

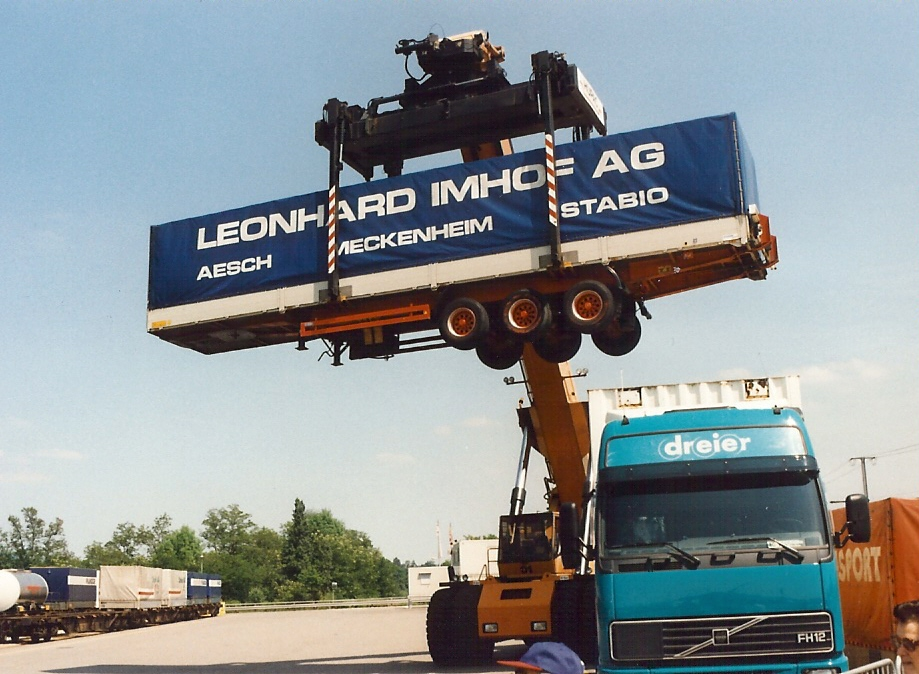
Погрузка полуприцепа на платформу с помощью крана

Грузоподъёмность контрейлера, как правило, составляет от 6 до 20 тонн, ёмкость — около 15 м³. Платформы для перевозки контрейлеров имеют подъёмно-опускающиеся устройства для сцепки с со сцепным приспособлением на нижней раме полуприцепа. Погрузка и снятие полуприцепов с вагонов-платформ осуществляется чаще всего по торцевым грузовым платформам станций, либо по наклонным аппарелям. Реже встречается погрузка-выгрузка по боковым грузовым платформам, при этом тележка под сцепным устройством поворачиваться вокруг оси на угол до 90°. Большинство контрейлеров имеют и приспособления для перегрузки их с помощью грузоподъёмных кранов с клещевыми захватами. Распространены и контрейлеры с подкатными тележками у которых съёмные кузова имеют размеры ISO-контейнера и даже имеют аналогичные угловые фитинги, благодаря чему перевозка таких кузовов осуществляется аналогично стандартным большегрузным контейнерам.

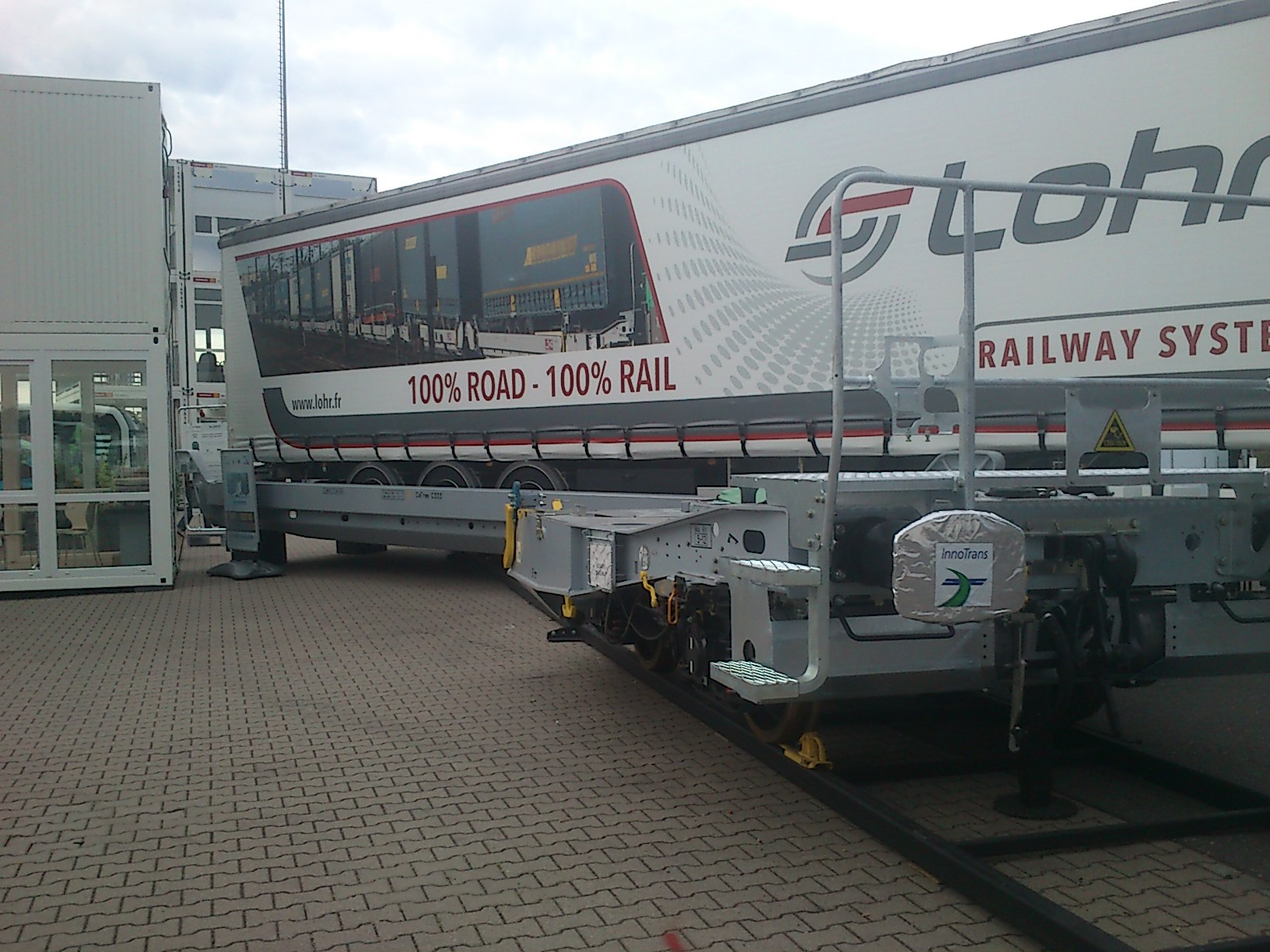
Боковая погрузка полуприцепа на железнодорожную платформу Modalohr

В 2003 году компанией Modalohr (Франция) был создан вагон  со специальными поворотными низкопольными карманами, позволяющий осуществлять погрузку и разгрузку c помощью автотягачей на площадке терминала или непосредственно на автодороге.
В 2020 году была внедрена другая инновационная технология, позволяющая посредством специального вагона-платформы и средства крепления многооборотного (СКМ) загружать, перевозить и разгружать полуприцепы без тягача и без использования равновысокой боковой или торцевой платформы на станциях отправления и назначения. 
Контрейлерные перевозки наиболее широко применяются в США. Недостатками этого способа перевозок необходимость перевозить достаточно большую массу самих полуприцепов, которая достигает 20–30 % от грузоподъемности вагонов, а также необходимость специальных железнодорожных платформ для вписывания погруженных полуприцепов в железнодорожный габарит высоты.

## Разновидности
- Стриктейнеры — контрейлеры с сочленёнными кузовами.
- Роудрейлеры — контрейлеры с комбинированной ходовой частью, которые могут двигаться как по рельсам, так и по автодорогам. Это достигается установкой стальных бандажей с ребордами на автомобильные колёса, заменой при необходимости автомобильных колёс на железнодорожные или иным способом[1].